# 遊びすぎじゃないの!?
『遊びすぎじゃないの!?』（あそびすぎじゃないの!?）は、1985年10月3日から同年12月19日までTBS系列局（琉球放送を除く）で放送されていたTBS製作のバラエティ番組である。「さんまと所が遊び続けるテレビ!!」をサブタイトルに冠していた。全12回。放送時間は毎週木曜 19:20 - 19:58 （日本標準時）。

## 概要
明石家さんまと所ジョージがメインを務めていた番組で、初回は『ただいま赤丸急上昇!』のタイトルで放送を開始し、第2回目放送から『遊びすぎじゃないの!?』に変更された。女性タレントをゲストに迎えてのコントやディスカッション、世相を話題にしての放談などを行っていた。
しかし番組制作体制のあまりの酷さに呆れたさんまが途中降板。所も同様に呆れていたが、2人とも降板するのはまずいということでじゃんけんで勝負し、勝ったさんまが降板という形になった。。その後も番組は制作体制の悪さを改善できず、わずか3か月で終了。なお、所は次番組の『レッツ・ラ・ゴー!』にも出演している。